# 貴音三郎助 (3代目)
三代目 貴音 三郎助（さんだいめ きおん さぶろうすけ、1934年（昭和9年）3月25日 - ）は、長唄唄方、人間国宝。本名は宮田 哲男（みやた てつお）。長らく東音 宮田 哲男（とうおん みやた てつお）を名乗っていたが、2009年に「貴音三郎助」の名跡を三代目として襲名した。

## 来歴
- 1934年 - 3月25日、北海道札幌市生まれ。
- 1947年 - 父の影響で、13歳から長唄を習い始める。[1]
- 1951年 - 札幌東高等学校在学中、16歳で稀音家六幸治に入門する。[1]
- 1953年 - 東京芸術大学音楽学部邦楽科に入学。八代目稀音家三郎助・山田抄太郎・西垣勇蔵に師事。
- 1957年 - 東京芸術大学研究科修了後、長唄東音会の結成に参加。
- 1986年 - 「第一回宮田哲男の会」を開催。
- 1997年 - 「芸道50周年記念演奏会」を開催。
- 2009年 - 三代目貴音三郎助を襲名。

生来の美声と円熟味のある芸で、当代の第一人者と謳われる。クラウンレコードから数多くの録音も残している。
また、NHKサービスセンターより　NHKCD　杵屋五三郎・宮田哲男大全集「長唄の美学」全三集153曲　を収録、発表した。

## 受賞・栄典等

### 各賞
- 1988年 - 芸術祭賞
- 1989年 - 芸術選奨文部大臣賞
- 1992年 - モービル音楽賞
- 1995年 - 松尾芸能大賞
- 2003年 - 日本芸術院賞[2]

### 栄典
- 2000年 - 紫綬褒章
- 2014年 - 旭日小綬章[3]
- 2023年 - 文化功労者[4]

### その他
- 1998年 - 重要無形文化財保持者に各個認定（人間国宝）[2]

## 補注
1. 1 2  北海道新聞 1998年5月26日 朝刊 『宮田哲男さん 長唄で人間国宝に認定される 次代への伝承が使命』
2. 1 2  宮田哲男 コトバンク - 『デジタル版 日本人名大辞典+Plus』（講談社）
3. ↑  “平成26年秋の叙勲 旭日小綬章等受章者 東京都” (PDF).  内閣府. p. 2 (2014年11月3日). 2015年11月6日時点のオリジナルよりアーカイブ。2023年5月16日閲覧。
4. ↑  “文化勲章に川淵三郎氏ら7人決まる、文化功労者は北大路欣也さんら20人に”. 朝日新聞. (2023年10月21日) 2023年10月21日閲覧。